# エイヴォンモア子爵
エイヴォンモア子爵（エイヴォンモアししゃく、英: Viscount Avonmore）は、アイルランド貴族の爵位。1800年/1801年に創設され、1910年に休止した。

## 歴史
弁護士バリー・イェルヴァートン(1736–1805)はアイルランド愛国党所属アイルランド庶民院議員を務めたのち、アイルランド法務長官とアイルランド財務府裁判所主席裁判官を歴任、1795年6月15日にアイルランド貴族であるコーク県におけるエイヴォンモアのイェルヴァートン男爵に、1800年12月29日/1801年1月1日にティペラリー県におけるデリー・アイランドのエイヴォンモア子爵に叙された。
以降子、孫、曽孫、玄孫2人が爵位を継承したが、6代子爵アルジャーノン・ウィリアム・イェルヴァートン(1866–1910)が男子をもうけないまま死去すると爵位継承に名乗り出る人物がいなくなり、爵位は休止となった。
『完全貴族要覧』第2版では2代子爵の次男ウィリアム・ヘンリー・イェルヴァートン(1791–1884)の息子ウィリアム・ヘンリー・モーガン・イェルヴァートン(1840–1909)を「（当時存命の）6代子爵を除き、初代子爵の唯一の男系子孫で推定相続人」としながら、6代子爵の死後も爵位を「廃絶」ではなく「休止」とした。『デブレット貴族名鑑』（2019年版）では2代子爵の三男オーガスタス・イェルヴァートン(1802–1864)が結婚した証拠が2014年に発見されたとし、以降息子オーガスタス・バリーモア・イェルヴァートン(1829–1909)、長男バリー・スクァンス・イェルヴァートン(1865–1938)、弟フォスター・ゴリング・イェルヴァートン(1867–1952)、長男バリー・オーガスタス・イェルヴァートン(1895–1960)、長男バリー・ゴリング・イェルヴァートン(1923–1985)、長男イアン・フォスター・イェルヴァートン(1950–)へと継承され、2019年現在はシドニー近郊のカリングバー在住のイアン・フォスター・イェルヴァートンが推定相続人とされる。

## エイヴォンモア子爵（1800年/1801年）
- 初代エイヴォンモア子爵バリー・イェルヴァートン（1736年 – 1805年）
- 第2代エイヴォンモア子爵ウィリアム・チャールズ・イェルヴァートン（1762年 – 1814年）
- 第3代エイヴォンモア子爵バリー・ジョン・イェルヴァートン（1790年 – 1870年）
- 第4代エイヴォンモア子爵ウィリアム・チャールズ・イェルヴァートン（英語版）（1824年 – 1883年）
- 第5代エイヴォンモア子爵バリー・ニュージェント・イェルヴァートン（1859年 – 1885年）
- 第6代エイヴォンモア子爵アルジャーノン・ウィリアム・イェルヴァートン（1866年 – 1910年）